# Bullia annulata
Bullia annulata is een slakkensoort uit de familie van de Nassariidae. De wetenschappelijke naam van de soort werd in 1816 voor het eerst geldig gepubliceerd door Jean-Baptiste de Lamarck.